# Вінченцо Галеотті
Вінченцо Галеотті (уроджений Томазеллі, італ. Vincenzo Galeotti (Tomasselli); 5 березня 1733, Флоренція — 16 грудня 1816, Копенгаген) — артист балету, педагог і балетмейстер. Починаючи з 1775 року і до смерті — керівник балетної трупи Королівського театру (Данія), родоначальник данського балету, який вплинув на його самовизначення.

## Біографія
Вінченцо Томазеллі народився у Флоренції у 1733 році. Студент-медик, він захопився театром і кинув науку заради хореографії, ставши учнем Гаспаро Анджоліні, який був всього на два роки старший за нього:237. У 1759 році, взявши собі псевдонім Галеотті, він вступив у трупу Джузеппе Форті, яка виступала на сцені венеційського театру Сан-Моїзе. У 1761 році його запросили у кордебалет театру Сан-Бенедетто, де працював під керівництвом балетмейстера П'єра Гранже.
У 1763 році Вінченцо одружився з балериною Антонією Гуїді, яка також була ученицею Анджоліні, і в Штутгарті, де вона танцювала за рік до цього — балетмейстера Ж. Ж. Новера. У 1765 році, очоливши балетну трупу театру Сан-Бенедетто, що складалася з солістки — його дружини Антонії, двох солістів, і шістнадцяти кордебалетних танцівників, він вперше спробував себе як постановник:238.
У наступному сезоні Галеотті працював у театрі Сан-Лука, де, згідно з традиціями того часу, ставив балетні дивертисменти в операх, потім у 1766—1767 роках — у Королівському театрі Турина. На наступні два сезони подружжя Галеотті знову повернулося до Венеції, у театр Сан-Бенедетто, а сезон 1769—1770 року провели у Лондоні, де балетмейстер ставив танці для опери К. В. Глюка «Орфей і Еврідіка» у Королівському театрі Геймаркет. У 1771 році Антонія танцювала у театрі Ла Скала, де головним балетмейстером тоді був Ж. Ж. Новерр і, можливо, Вінченцо також танцював у його балетах. Сезон 1772—1773 років подружжя знову провели у Венеції, у театрі Сан-Моїзе, тоді як неподалік, у театрі Сан-Бенедетто, у цей час активно працював їхній учитель Гаспаро Анджоліні — у цей період Галеотті повністю дотримувався його принципів, і у теоретичній суперечці Новерра з Анджоліні підтримав останнього:238. З осені 1773 року Галеотті працював у Генуї до тих пір, поки у 1775 році не отримав запрошення до Копенгагена, щоб замінити іншого італійця, Антоніо Сакко, на посаді першого балетмейстера Королівського театру Данії. Антонія приєдналася до чоловіка через рік: протягом двох сезонів вона співала в його балетах, а потім залишила сцену та зайнялася викладацькою діяльністю.

### Робота у Копенгагені
Першою постановкою Галеотті на данській сцені стало перенесення власного балету «Полювання Генріха IV» (прем'єра відбулася 20 жовтня 1775 року). У своїх роботах він спочатку перебував під сильним впливом Анджоліні, відтворюючи цілі сцени зі вистав вчителя, користуючись його сценаріями та музикою, проте поступово його постановки «стали більш незалежними за стилем, бо ще виразніше застосовували принцип драматичної пантоміми»:238.
Роботи Галеотті припали до вподоби данському глядачеві: у 1778 році критик і драматург Розенстанд-Гойске писав про «драматичну та мальовничу композиції» його балетів, вітав "вміння та смак хореографа у розташуванні груп, його здатність перекладати у танці складні сюжети приписуючи досягнення хореографа сприйняттю естетичної ідеї Новерра:238. Колеги балетмейстера також високо цінували його талант: Антуан Бурнонвіль, який танцював головні партії у багатьох його балетах, у своїх записках зазначав, що в «Семіраміді» є «сцени, що справляють чудове враження», балет «Diable à quatre» «надзвичайно кумедний» і згадував то «чудову композицію», то «блискуче скомпонований російський па-де-де»:42.
Балетмейстер працював у тісному союзі з данськими композиторами, насамперед, з Клаусом Шаллом — спільно ними було створено 17 спектаклів, «завдяки їм обом створилися великі музичні та хореографічні традиції, продовжені Бурнонвілем і його музичними співробітниками»:210.
У 1781 році подружжя Галеотті отримало данське підданство, а самому Вінченцо було надано довічне директорство. У 1786 році балетмейстер поставив одноактний комедійний балет на музику Нільса Лолле «Примхи Купідона та Балетмейстера», який витримав понад 500 вистав і зберігся у репертуарі Данського королівського балету до наших днів, ставши найстарішим у світі твором, який зберігся.
У 1801 році відбулася прем'єра одного з найбільш значних творів Галеотті — синтетичного балету з аріями та хорами «Лагерта» на музику Клауса Шалла та за сценарієм Крістена Прама, в основі якого лежав сюжет старовинної скандинавської саги. Головну партію у спектаклі виконала учениця балетмейстера Марія Крістіна Берн, у ролі її коханого Рагнара Лодброка виступив Бурнонвіль-батько. «Лагерта», як представник одного з рідкісних прикладів вистав на національну тематику тієї епохи, стала першим данським балетом на національну тему та мала бурхливий успіх. Галеотті отримав похвали, а його твір, випередження головних мотивів нордичного романтизму:52, багато років займав почесне місце на данській сцені:280. Бурнонвіль-син, дитиною дебютував у цьому балеті, зазначав у своїх «Спогадах», що «…найпрекрасніше у кар'єрі Галеотті те, що він тільки після 26-річної діяльності [у Копенгагені] та на 67-му році від народження досяг вищої межі як балетний композитор, причому саме у тому самому трагічному стилі, яким були відзначені перші його виступи»:44.
У 1802 році балетмейстер написав трагікомічний балет «Ніна, або Божевільна від кохання», проте, відштовхуючись від популярної опери композитора Далейрака (1786), йому не вдався балетний варіант сюжету, що вимагає психологічної розробки характерів. У 20-ті роки, перебуваючи у Парижі, і бачачи там однойменний балет Луї Мілона 1813 року, Бурнонвіль мимоволі порівнював його зі спектаклем Галеотті не на користь останнього, стверджуючи, що його твір «такий же стереотипний і примітивний, як і в Театрі пантоміми у Тіволі».

У 1808 році Галеотті представив публіці балет «Рольф Синя Борода» у стилі готичного «роману жахів»:243, у якому, за свідченням Бурнонвіля, мімічна обробка оперетки настільки згущала похмурі фарби мелодрами, що у багатьох глядачів ставалися нервові припадки:280. У 1811 році Галеотті вперше познайомив данську публіку з трагедією Шекспіра «Ромео і Джульєтта», здійснивши «Ромео та Джульєтта» у стилі «пантомімної опери» з аріями, хорамита щасливою розв'язкою. Роль Ромео виконав Антуан Бурнонвіль, а сам 78-річний балетмейстер вийшов на сцену як патер Лоренцо. «Ця остання роль виконувалася з суто апостольською урочистістю доти, поки артист в нагороду за свої безперечні заслуги не був наданий лицарським хрестом Даннеброга. З цього моменту поява на сцені була визнана несумісною з її високою відмінністю»:281. У цьому балеті…
…були сцени захопливого інтересу та становища, розроблені рукою майстра. Пантоміма італійського крою користується особливими допоміжними засобами, що складаються з цілого словника умовних жестів, запозичених з народного життя, з життя римлян і неаполітанців, частиною заради більшої ясності з прапорів і транспарантів, які, подібно до ніневейським вогняним письменам, передвіщають фатальні події. У застосуванні цих засобів Галеотті володів умінням і досвідом, як небагато, і його публіка, протягом двох поколінь привчена розуміти їх, стежила за розвитком дії з довірливою, навіть побожною увагою. Тому не дивно, що письменники та художники навперейми намагалися висловити артистові своє безумовне визнання.— Август Бурнонвіль:281.

Через роки Бурнонвіль-молодший, зустрівши акторку Анну Нільсен, відразу ж запитав її, чи пам'ятає вона прекрасніший балет Галеотті — «Ромео та Джульєтта» — і чи не захоче вона станцювати його разом з ним. У неї була чудова пам'ять, і вони зіграли кілька найкращих трагічних сцен абсолютно правильно та цілком серйозно, але традиційні, які постійно повторюються дрібні кроки та канонічне повторення кожного руху, кожного виразу три рази справляли таке комічне враження, що всі присутні реготали:52.Останнім твором балетмейстера став балет «Макбет» (1816). Ідея спектаклю прийшла до Галеотті задовго до прем'єри: 
Незабутнім увечері років п'ять тому старий відвів мене з залу для глядачів до кімнати дирекції та почав розповідати про план балету «Макбет», малюючи переді мною сцену за сценою з таким натхненням, такою силою, таким вогнем, яких я ніколи не спостерігав в жодному виступі. його — ні на сцені, ні поза нею. Його дивовижне красномовство, тільки йому одному притаманна мова, магічна мова жестів і рухів, справили на мене незабутнє враження.— Август Бурнонвиль. Dansk Minerva, 1817:60.
Публіці, вже захопленій модним жанром мелодрами, балет видався розтягнутим і нудним, проте глядачі «все-таки захоплювалися рідкісною творчою силою 82-річного балетмейстера, який вирішив не здаватися до кінця своїх днів»:245.
Балетмейстер помер у 1816 році. Похований на цвинтарі Асистенс у Копенгагені. Кращі його твори ще кілька десятиліть зберігалися у репертуарі театру, але потім, в епоху розквіту романтичного балету та в розпал діяльності Бурнонвіля, поступово зійшли нанівець. Дочка Бурнонвіля Шарлотта свідчила, що хоча її батько був тієї думки, що твори Галеотті «у їхньому колишньому вигляді несучасні», «він не вважав себе вправі їх модернізувати»:52-53.

## Постановки
Галеотті — автор понад 50 балетів, показаних за його життя понад 2200 разів. За 40 років роботи у Копенгагені він створив великий репертуар, який містив жанрові комедії, танцювальні драми, балети як на екзотичні, так і на данські побутові теми, а також всілякі дивертисменти. Представивши у Скандинавії принципи хореодрами та найчастіше використовуючи для своїх вистав адаптовані сюжети французьких оперних трагедій, Галеотті у своїй творчості рухався від законів класицизму у бік сентиментальної мелодрами, чим відкрив шлях для виникнення романтичного балету. Бурнонвіль характеризував Галеотті як наступника Анджоліні та порівнював його з іншим видатним діячем хореодрами, Сальваторе Вігано:53.
Театр Сан-Лука, Венеція
- бл. 1766 — «Фурії та генії, перетворені на щасливих коханців» (дивертисмент до опери Т. Траетта «Арміда»)

Театр Реджіо, Турин
- 1766[8] або 1767 — «Кам'яний гість» на музику Месьє (G. A Le Messier)[* 7], «Амур і Психея» (дивертисменти до опери Фердинандо Бертоні «Танкред»)

Королівський театр, Геймаркет, Лондон
- 1770 — дивертисмент до опери Глюка «Орфей і Еврідіка»

Театр Сан-Моїзе, Венеція
- 1772—1773 — «Стяг», «Ярмарок»

Театр Генуї
- 1773—1775 — «Солодка помста», «Полювання Генріха IV»[* 8]

Королівський театр, Копенгаген
- 20 жовтня 1775 — «Король на полюванні»
- 1775 — «Селяни та панове»*
- 1777 — «Покинута Дідона»[* 9] (Дідона — Аніне Фреліх)
- 1778 — «Мистецтво, підкорене любов'ю»[* 10]
- 1780 — «Кам'яний гість», «Китайська сирота» на музику К. В. Глюка, «Сила кохання та підозри»*
- 1782 — «Герман і Доломон»*
- 1784 — «Покаране невігластво», «Амур і Психея»*
- 31 жовтня 1786 — «Примхи Купідона та Балетмейстера» на музику Нільса Лолле
- 1787 — «Прачка та мідник», «Семіраміда» на музику Іоаннеса Дарба
- 1788 — «Цейлонський ідол», «Вербувальник»
- 30 січня 1801 — «Лагерта»*
- 1802 — «Ніна, або Божевільна від кохання»*[* 11]
- 1808 — «Рольф Синя Борода»*[* 12]
- 1811 — «Ромео та Джульєтта»*
- 1816 — «Макбет»*[* 13]
- ? — «Своєнравна дружина»

(*) — балети на музику Клауса Шалла

## Педагогічна діяльність
Галеотті послідовно працював над навчанням данських дітей балетної техніки. За роки роботи у Копенгагені він виховав цілу плеяду місцевих танцівників, створивши національний ансамбль, який складався головним чином із молоді:40. Серед його учнів — балерини Марія Крістіна Берн, Анна Маргарета Шалл, Маріанна Єнсен (Marianne Jensen). Август Бурнонвіль, хоча йому і було всього 11 років на момент смерті балетмейстера, також зазначений серед його учнів. Від Бурнонвіля та інших свідків відомо, що Галеотті, як і інші педагоги того часу, не шкодував ні дітей, ні дорослих танцюристів під час уроків і репетицій: «крики та лайка, часом навіть стусани та щипки здавалися необхідним інгредієнтом як під час шкільних вправ, так і при розучуванні балетів. Але це не заважало мені бачити ціле нове коло фантастичних образів, які розгорталися перед моїм захопленим поглядом, особливо на репетиціях великих трагічних балетів Галеотті»:53.

## Нагороди
У 1812 році Галеотті отримав Орден Даннеброга, у 1814 році він став професором.

## Виноски
1. ↑  У той час у Венеції окрім Сан-Моїзе функціонувало як мінімум ще шість оперних театрів: Сан-Бенедетто, Сан-Джованні Кризостомо, Сан-Кассіано, Сан-Лука (Вендрамін ді Сан Сальваторе), Сан-Самуеле та Сант-Анджело.
2. ↑  «Король на полюванні», «Покинута Дідона», «Мистецтво, підкорене любов'ю», «Кам'яний гість», «Китайський сирота», «Семіраміда»
3. ↑  Як драматичний спектакль цей твір Шекспіра був вперше поставлений у Данії на сцені Королівського театру 2 вересня 1828 року.
4. ↑  Так «старий фігурант» Кнудсен отримував плату за те, що зберігав балети Галеотті. А. Фредерічіа також зазначає, що з протоколів репетицій балетів Галеотті видно, що всі вони вели постановники балетів, наприклад Функом[5]:52.
5. ↑  «Цейлонський ідол»
6. ↑  «Прачка та мідник», «Вербувальник»
7. ↑  Партитура ґрунтувалася на музиці балету К. В. Глюка «Дон Жуан».
8. ↑  На основі балету Г. Анджоліні «Король на полюванні».
9. ↑  На основі балету Г. Анджоліні «Від'їзд Енея, або Покинута Дідона».
10. ↑  На основі балету Г. Анджоліні «Мистецтво, підкорене природою».
11. ↑  За однойменною оперою Н. Далейрака.
12. ↑  По опері М. Ж. Седена й А. Гретрі «Рауль Синя Борода».
13. ↑  За однойменною оперою Д. Штейбельта.
14. ↑  У Галеотті та батька він пройшов солідну школу, пов'язану з естетикою театру другої половини XVIII століття та жорсткими вимогами новеррівської школи[7]:259.